# Precis fuscescens
Precis fuscescens är en fjärilsart som beskrevs av Butler 1901. Precis fuscescens ingår i släktet Precis och familjen praktfjärilar. Inga underarter finns listade i Catalogue of Life.